# Pachycephala
Genre
Le genre Pachycephala comprend des espèces d'oiseaux appartenant à la famille des Pachycephalidae.

## Liste des espèces
D'après la classification de référence (version 9.2, 2019) du Congrès ornithologique international (ordre phylogénique) :
- Pachycephala olivacea – Siffleur olivâtre
- Pachycephala rufogularis – Siffleur à face rousse
- Pachycephala inornata – Siffleur de Gilbert
- Pachycephala cinerea – Siffleur cendré
- Pachycephala albiventris – Siffleur à dos vert
- Pachycephala homeyeri – Siffleur de Blasius
- Pachycephala phaionota – Siffleur des Moluques
- Pachycephala melanorhyncha – ?
- Pachycephala hyperythra – Siffleur rouilleux
- Pachycephala modesta – Siffleur modeste
- Pachycephala philippinensis – Siffleur des Philippines
- Pachycephala sulfuriventer – Siffleur à ventre jaune
- Pachycephala hypoxantha – Siffleur de Bornéo
- Pachycephala meyeri – Siffleur du Vogelkop
- Pachycephala simplex – Siffleur sobre
- Pachycephala orpheus – Siffleur orphée
- Pachycephala soror – Siffleur de Sclater
- Pachycephala fulvotincta – Siffleur fauve
- Pachycephala macrorhyncha – Siffleur de Banda
- Pachycephala balim – Siffleur de Balim
- Pachycephala mentalis – Siffleur à menton noir
- Pachycephala pectoralis – Siffleur doré
- Pachycephala occidentalis – Siffleur occidental
- Pachycephala citreogaster – Siffleur des Bismarck
- Pachycephala orioloides – Siffleur loriot
- Pachycephala collaris – Siffleur de la Louisiade
- Pachycephala feminina – Siffleur de Rennell
- Pachycephala chlorura – Siffleur mélanésien
- Pachycephala caledonica – Siffleur calédonien
- Pachycephala vitiensis – Siffleur des Fidji
- Pachycephala vanikorensis – Siffleur de Temotu
- Pachycephala jacquinoti – Siffleur des Tonga
- Pachycephala melanura – Siffleur à queue noire
- Pachycephala flavifrons – Siffleur des Samoa
- Pachycephala implicata – Siffleur des Salomon
- Pachycephala richardsi – Siffleur de Bougainville
- Pachycephala nudigula – Siffleur à gorge nue
- Pachycephala lorentzi – Siffleur de Lorentz
- Pachycephala schlegelii – Siffleur de Schlegel
- Pachycephala aurea – Siffleur à cape jaune
- Pachycephala rufiventris – Siffleur itchong
- Pachycephala monacha – Siffleur moine
- Pachycephala leucogastra – Siffleur à ventre blanc
- Pachycephala arctitorquis – Siffleur de Wallace
- Pachycephala griseonota – Siffleur terne
- Pachycephala johni – Siffleur d'Obi
- Pachycephala lanioides – Siffleur à bavette blanche
- Pachycephala tenebrosa – Pitohui des Palau